# Skovgaardsgade
Skovgaardsgade er en gade i Kartoffelrækkerne i København, opkaldt efter landskabsmaleren P.C. Skovgaard (1817-1875), der var en af guldalderens betydelige kunstnere.